# Nowoagansk
Nowoagansk (russisch Новоага́нск) ist eine Siedlung städtischen Typs im Autonomen Kreis der Chanten und Mansen/Jugra (Russland) mit 10.343 Einwohnern (Stand 14. Oktober 2010).

## Geographie
Die Siedlung liegt im Zentralteil des Westsibirischen Tieflandes, etwa km Luftlinie nordöstlich des Kreisverwaltungszentrums Chanty-Mansijsk am rechten Ufer des in den Ob-Nebenfluss Tromjogan mündenden Agan.
Nowoagansk gehört zum Rajon Nischnewartowsk und liegt gut 110 km Luftlinie nördlich von dessen Verwaltungszentrum Nischnewartowsk. Der Siedlung ist auch das etwa 7 km flussaufwärts (nordöstlich) liegende „National“-Dorf Warjogan (Варьёган) unterstellt, von dessen 660 Einwohnern 528 Angehörige der indigenen Völker Sibiriens sind (Chanten und Waldnenzen).

## Geschichte
Das flussaufwärts gelegene Dorf Warjogan entstand in den 1930er-Jahren (offiziell 1936), als im Rahmen der Stalinschen Repressionen Zwangsumsiedler aus den europäischen Landesteil in das Gebiet kamen.
Während der Erkundung und Erschließung der westsibirischen Erdöl- und Erdgaslagerstätten entstand 1966 an Stelle des heutigen Nowoagansk ein Stützpunkt der geologischen Agan-Erdölerkundungsexpedition, um den bald eine Wohnsiedlung wuchs. 1978 wurde ihr der Status einer Siedlung städtischen Typs verliehen, deren Name von dem des Flusses und dem russischen nowo- für neu- abgeleitet ist.

### Bevölkerungsentwicklung
| Jahr | Einwohner |
| ---- | --------- |
| 1979 | 6.340     |
| 1989 | 10.050    |
| 2002 | 9.717     |
| 2010 | 10.343    |

Anmerkung: Volkszählungsdaten

## Wirtschaft und Infrastruktur
Nowoagansk ist eines der Zentren der Erdölerkundung und -förderung des Rajons.
Straßenverbindung besteht flussaufwärts nach Raduschny und von dort in südlicher Richtung nach Nischnewartowsk.